# Indianópolis (Minas Gerais)
Indianópolis is een gemeente in de Braziliaanse deelstaat Minas Gerais. De gemeente telt 6.671 inwoners (schatting 2009).

## Aangrenzende gemeenten
De gemeente grenst aan Araguari, Estrela do Sul, Nova Ponte, Uberaba en Uberlândia.